# Chiesa ortodossa finlandese

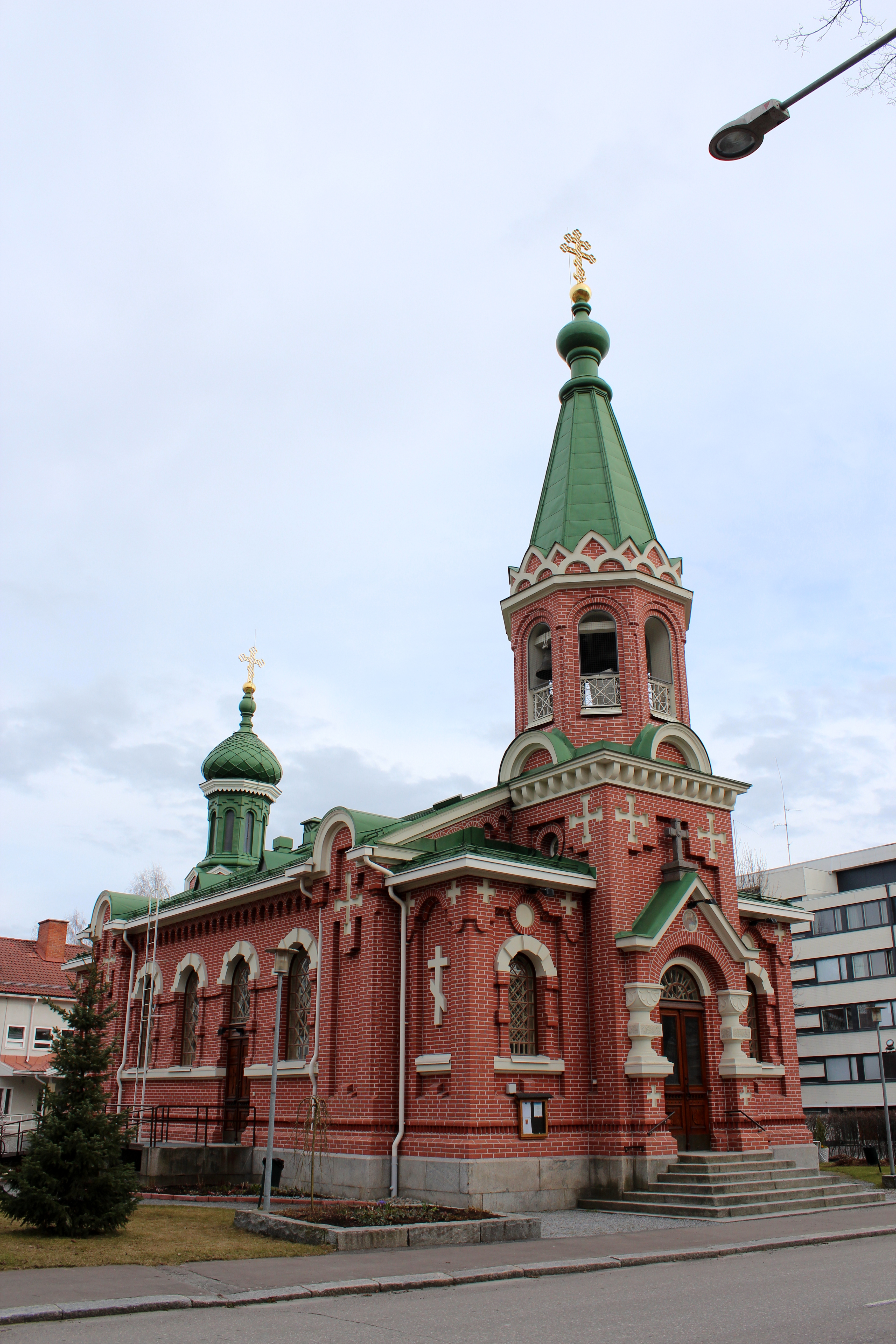
La Cattedrale di Kuopio

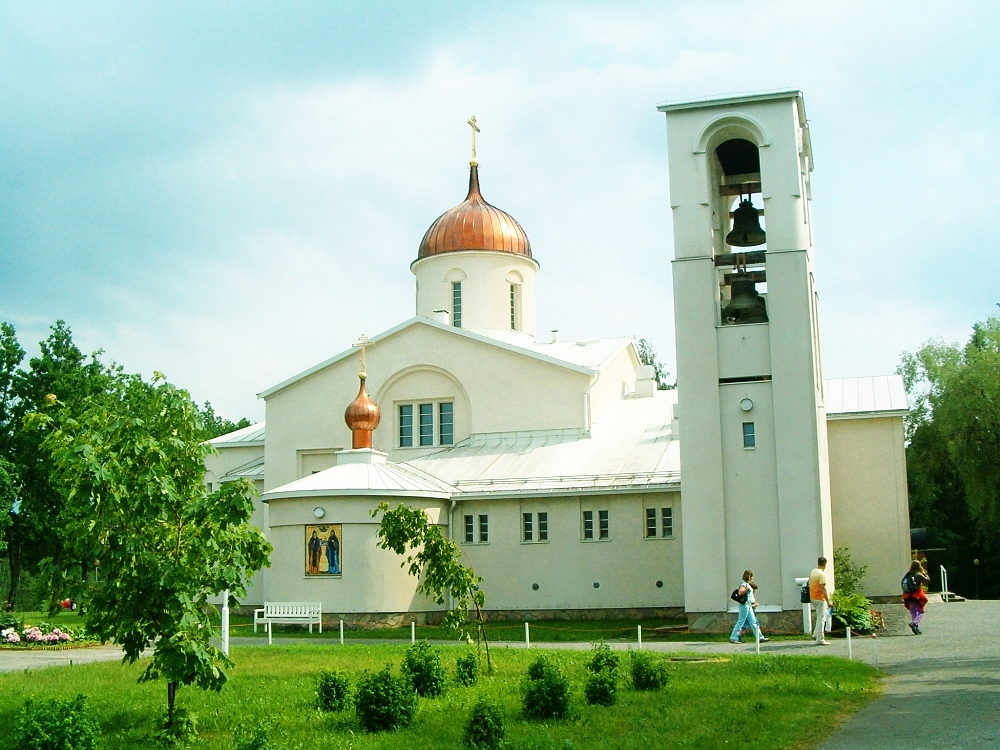
Monastero di Valamo

La Chiesa ortodossa finlandese ((FI) Suomen ortodoksinen kirkko; (SV) Ortodoxa kyrkan i Finland; (RU) Финляндская Православная церковь) è una chiesa ortodossa autonoma, riconosciuta dal Patriarcato ecumenico di Costantinopoli.

## Storia
Il Cristianesimo si è diffuso in Finlandia sia in forma cattolica (da ovest) che in forma ortodossa (da est). Il conflitto politico e religioso fu definito, con determinazione dei confini, dal Trattato di Nöteborg (1323) tra il Regno di Svezia e la Repubblica di Novgorod. La parte di Finlandia che passò con quest'ultima, tra cui la Carelia, passò interamente all'ortodossia. 
Con la Riforma protestante la parte occidentale passò ai Luterani. I monasteri fondati sulle isole del lago Ladoga (Monastero di Valaam, Monastero di Konevets, oggi in territorio russo) costituirono una fonte di diffusione missionaria dell'ortodossia.
Con l'indipendenza della Finlandia (1917), la chiesa ortodossa ha autoproclamato la propria autonomia (1918), riconosciuta nel 1923, quando la Chiesa è passata alla sua giurisdizione, dal Patriarcato ecumenico di Costantinopoli. Solo nel 1958 la sua autonomia è stata pure riconosciuta dal Patriarcato di Mosca, da cui prima dipendeva. 

## Struttura

Parrocchie e diocesi

Il Primate ha il titolo di Arcivescovo di Helsinki e di tutta la Finlandia, ed ha sede a Helsinki. La carica è rivestita dal 2024 da Sua Beatitudine Elia Wallgrén. Un tempo la sede era a Kuopio.
Costituisce, unitamente alla maggioritaria Chiesa luterana, una chiesa finanziata dallo Stato mediante un'imposta diretta.
È organizzata nelle 3 Diocesi (eparchie) di Carelia (Kuopio), Helsinki e Oulu.
Una piccola comunità ortodossa finlandese è presente in Svezia.

## Monachesimo
La Chiesa ha due monasteri, uno maschile (Monastero di Valamo) a Heinävesi ed uno femminile (Convento di Lintula) a Palokki.

## Chiesa ortodossa russa in Finlandia
Circa 2.000 fedeli ortodossi sono uniti alla Chiesa ortodossa Russa; hanno 2 parrocchie, entrambe a Helsinki.